# ℞
« Rx » redirige ici. Pour les autres significations, voir RX et Prescription (médecine).
℞, en translittération Rx ou Rx, est un monogramme composé de la lettre R majuscule et d'une barre diagonale.
℞ est une abréviation de Rx, du latin recipere ou recipe, qui signifie « prends celle-ci ». ℞ est utilisé dans la culture anglo-saxonne comme logogramme dans la symbolique typographique pour désigner une prescription en médecine, ou plus généralement comme symbole de la pharmacie.
℞ a comme identifiant :
- dans la table des caractères Unicode dans le bloc Symboles de type lettre : U+211E. Sa description est ORDONNANCES en français[1] et PRESCRIPTION TAKE en anglais[2] ;
- dans la table UTF8 hexadécimale : E2 84 9E.

℞ avec empattement typographique.
Utilisation en tant que symbole de la pharmacie.